# Frédéric Wallerant

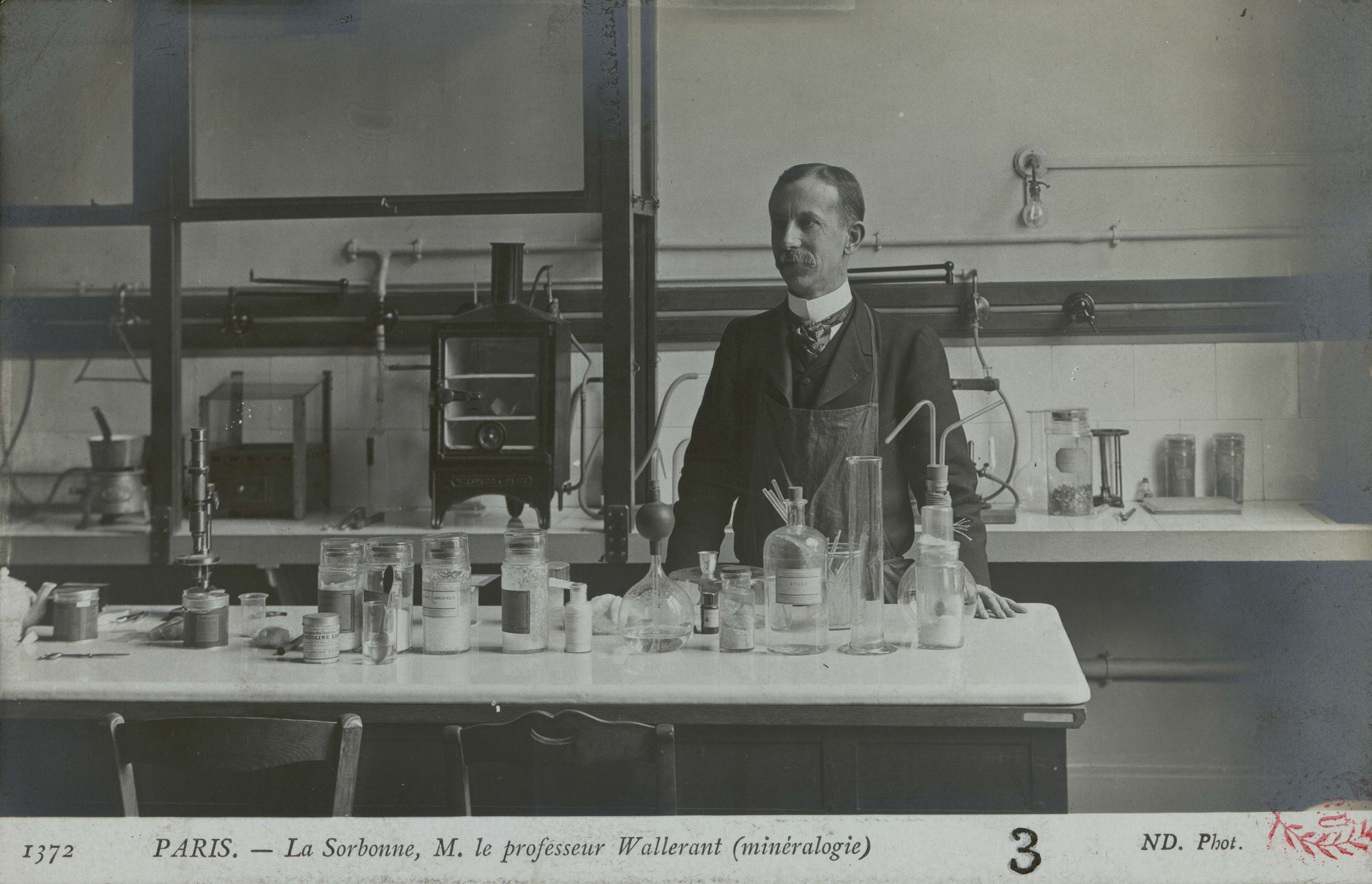
Frédéric Wallerant als Professor der Mineralogie an der Sorbonne, (Sorbonne-Bibliothek, NuBIS)

Frédéric Félix Auguste Wallerant (* 25. Juli 1858 in Trith-Saint-Léger bei Valenciennes; † 11. Juli 1936 in Paris) war ein französischer Kristallograph und Mineraloge.
Wallerant besuchte das Gymnasium in Marseille und die École normale supérieure von Paris (ENS). Danach unterrichtete er am Gymnasium Thiers in Marseille, wo er seine Dissertation über die Geologie des Massif des Maures anfertigte. Er war kurz Professor für Geologie und Mineralogie in Rennes, dann Maître de conférences (Dozent) an der ENS und von 1903 bis 1933 Professor für Mineralogie an der Sorbonne. 
Er befasste sich mit mathematischer Kristallographie, Zwillingsbildung und Polymorphismus, Epitaxie, Flüssigkristallen und optischer Kristallographie insbesondere mit dem Polarisationsmikroskop.
1907 wurde er in die Académie des sciences aufgenommen. Wallerant war von 1905 bis 1916 Präsident der Französischen Mineralogischen Gesellschaft. Er war Ehrenmitglied der Mineralogical Society of Great Britain and Ireland.

## Schriften
- Traité de Minéralogie, Paris 1891
- Cristallographie, déformation des corps cristallisés, groupements, polymorphisme-isomorphisme, Paris, Libraire Polytechnique Ch. Béranger 1909
- Exposé Élémentaire de lois de la Cristallographie Géometrique, Paris, Libraire Polytechnique Ch. Béranger, 1911
- Groupements cristallines, Paris 1899